# Japanagromyza cupreata
Japanagromyza cupreata este o specie de muște din genul Japanagromyza, familia Agromyzidae, descrisă de Mitsuhiro Sasakawa în anul 1963. Conform Catalogue of Life specia Japanagromyza cupreata nu are subspecii cunoscute.